# Fodor Antal (táncos)
Fodor Antal (Báránd, 1941. január 1. – ?, 2020. július 27.) magyar balett-táncos, koreográfus, balettigazgató, rendező, egyetemi tanár.

## Életpályája
A Magyar Táncművészeti Főiskolán (akkor Állami Balett Intézet) és a Színház- és Filmművészeti Egyetemen végezte tanulmányait, ahol később Doctor of Liberal Arts (DLA) címet is szerzett.
A táncművész diploma megszerzése után a Pécsi Baletthez szerződött, majd meghívták a budapesti Operaházhoz koreográfusnak. Az Operaházban eltöltött több mint 25 év alatt koreográfusi tevékenysége mellett volt művészeti vezető, balettigazgató, az Operaház főigazgatójának tanácsadója. Kiváló klasszikus balett képzettsége mellett elévülhetetlen érdemeket szerzett a modern balett és a modern táncművészet Magyarországra kerülésében, annak itthoni elismertetésében és megszerettetésében nemcsak saját koreográfiái által, hanem a kor legjelentősebb alkotóinak hazai színpadokon való megjelenésének megszervezésével is.
Koreográfusi munkáiból kiemelkednek a szimfonikus (absztrakt) balettek, melyek alkotásával egy, az uralkodó realista, cselekményes (szovjet típusú) balettekkel szemben álló műfajt honosított meg az Operaházban, a magyar táncművészetben. Ezzel utat nyitott és előkészítette a talajt a nyugati táncművészeti alkotások befogadására az Operaház balettegyüttese és közönsége számára.
Az ebben a műfajban alkotott művei közül a legjelentősebbek:
Bach: E-dúr hegedűverseny, 
Vivaldi: „Ballo concertante” c. darabok.
Az utóbbiból készült film elnyerte a Prix Itália díjat és a világ több mint harminc televíziója tűzte műsorára.
A legtöbb előadást és világsikert megért darabja a Bach-Presser zenére készített „Próba” c. mű, mely több mint 1000 előadásban került a közönség elé Európában, de nagy sikerrel játszották Indiától az Egyesült Államokig is. A világ több együttese tartja ma is műsorán. (Többek között a világ egyik legjobb balettegyüttese, a szentpétervári Kirov Balett is. A világ 5 jelentős TV társasága készített filmet a darabból: Magyar TV, ZDF, ORF, Holland TV stb.)
Fodor Antal küldetésének tekintette, hogy a kortárs magyar táncművészetet összekapcsolja a kortárs magyar zenével. Művek sorát alkotta mai magyar zeneszerzőkkel együttműködve:
Szokolay: Az áldozat, Bozay: Kitörések, Balassa: Iris, Székely: Ecloga, Mártha: Látomások, Soproni: Változatok egy ismert témára, Presser: A próba 
Koreográfus-rendezőként a világ számos országában dolgozik – dolgozott (Németország, Olaszország, Ausztria, Spanyolország, Lengyelország, Svájc stb.). Rendszeresen dolgozik olyan nagy és világhírű fesztiválokon, mint a Brégenzi-, Edinburgh-i, Sevillai, Siracusai, Xanteni fesztiválok.
Alkotóművészi tevékenysége mellett a fiatalok oktatásában is komoly feladatot vállalt. Tanított a Színház- és Filmművészeti Egyetemen táncot, zenés mesterséget és koreográfiát és az újrainduló koreográfus képzésen osztályfőnök volt. 
Megszervezte a Magyar Táncművészeti Főiskolán a Koreográfus- és Táncpedagógusképző Intézetet, amelynek első igazgatója volt. Vezetése alatt a táncművészet minden ágában lehetőség nyílott pedagógus diploma megszerzésére. Elindította a koreográfusképzést, ahol többek között olyan nagyszerű művészek tudtak diplomát szerezni, mint Bozsik Yvette, Mihályi Gábor, Mucsi János, Földi Béla, Duda Éva. 
Közreműködött a Táncművészképző Intézetben a modern tánc szakirány megszervezésében és beindításában.
A Magyar Táncművészeti Egyetem Professzor Emeritusa-
Társadalmi szerepvállalása is kiemelkedő és nélkülözhetetlen volt a táncművészetben. Évtizedekig a Magyar Táncművészek Szövetségének elnökségi tagja, majd ügyvezető elnökeként tevékenykedett.
A Magyar Zeneművészek és Táncművészek Világszövetségének ügyvezető elnöke, majd a Magyar Koreográfusok Társaságának elnöke volt.
A Duna Televízió elnökének (Pekár Istvánnak) a főtanácsadója volt.

## Művei
A Színházi Adattárban regisztrált bemutatóinak száma színészként: 22; rendezőként: 1; koreográfusként: 50.

### Jelentősebb színházi művei
- Vivaldi: Ballo concertante – Pécsi Balett (1968)
- Szokolay: Az Áldozat – Magyar Állami Operaház (1972)
- Bach: E-dúr hegedűverseny – Magyar Állami Operaház (1973)
- Rossini: Rossiniana – Magyar Állami Operaház (1974)
- Mahler: Gyermekgyászdalok – Magyar Állami Operaház (1975)
- Bozay: Kitörések – Magyar Állami Operaház (1976)
- Bach-Presser: A Próba – Magyar Állami Operaház, Brégenz (1982)
- Prokofjev: Hamupipőke – Ljubljana (1983)
- Mártha: Látomások – Magyar Állami Operaház (1984)
- Albinoni: Adagio – Magyar Állami Operaház (1984)
- Ravel: Boleró I., II., III. – Budapest, Sevilla, Varsó (1984)
- Montázs: Catarzis – Vilnius (1986)
- Schütz-Vivaldi: Lass mich Dich erkennen – Bécs (1989)
- Bartók: A fából faragott királyfi – Magyar Állami Operaház (1994)
- Bartók: A Csodálatos Mandarin I., II. – Magyar Állami Operaház (1994)
- Prokofjev: Rómeó és Júlia – Gdansk (1995)
- Orff: Carmina Burana – Varsó, Xanten (1996)
- Verdi: Requiem – Xanten (1998)
- Mártha: A nő hétszer – Magyar Állami Operaház (2008)

### Kötetei
- Mozaikok a Magyar Táncművészeti Főiskola első ötven évéről; összeáll. Fodor Antal; Planétás, Bp., 2001
- A koreográfia művészetének elmélete és gyakorlata; Magyar Kultúra, Győr, 2018

### Táncfilmjei
- Ballo Concertante (Magyar Televízió), 1964
- Iris (Magyar Televízió), 1979
- Ecloga (Magyar Televízió), 1979
- Rossiniana (Magyar Televízió), 1980
- Boleró (Svájc), 1986
- Catarzis (Svájc), 1991
- A Próba (német, holland-, osztrák, bolgár, Magyar Televízió), 1982–1988
- Változatok egy ismert témára (Magyar Televízió), 1990
- Táncvilág – tévésorozat (Magyar Televízió), 1997–2005
- 60 éves a Magyar Táncművészeti Főiskola (Duna Televízió), 2011

## Díjai, elismerései
- Erkel Ferenc-díj (1979)
- Magyar Művészetért díj (1991)
- Kiváló Művész (1998)
- Életmű díj (2009)
- A Magyar Köztársaság lovagkeresztje (2002)
- A Magyar Érdemrend tisztikeresztje (2012)